# Battling Siki
Battling Siki (pseudonimo di Louis Baye Fall) (Saint-Louis, 16 settembre 1897 – New York, 15 dicembre 1925) è stato un pugile francese, di origine senegalese.
È stato uno dei personaggi più pittoreschi della storia del pugilato, la cui vita presenta alcune analogie con quella di Jack Johnson, grande campione statunitense afroamericano dei pesi massimi che però non aveva in sé la componente autodistruttiva di Siki.
Fu il primo africano di nascita a divenire, a 25 anni, campione mondiale di pugilato.

## Biografia
Nacque nella città portuale di Saint-Louis, Senegal. Nel 1897, le persone nate a Saint-Louis – come a Dakar, Gorée e Rufisque (località allora note in Francia come "Les Quatre Communes") – beneficiavano della cittadinanza francese, mentre gli altri abitanti del Senegal, allora colonia francese, erano sottoposti al cosiddetto Indigénat.
Pare che fosse nato con il nome e cognome di Baye Fall e che poi avesse cambiato il nome in Louis, divenendo così Louis Fall. L'ortografia del cognome a volte viene mutata in Phal. Gli vennero attribuiti anche il nome e cognome di Amadou M'Barick Fall. Ma sarebbe stato conosciuto soprattutto per il suo soprannome: "Battling Siki".
I suoi vari nomi illustrano la difficoltà per un africano di inserirsi nel mondo occidentale dell'inizio del XX secolo.

## Gli inizi
Da adolescente, si tuffava da una scogliera per cercare sul fondo del mare le monete gettate dai Francesi, quando venne notato da una ballerina olandese che gli propose di seguirlo in Europa. Divenne indipendente mettendosi a fare il lavapiatti durante uno scalo in Francia, dove di lì a breve, a 15 anni, iniziò la carriera di pugile.

## La carriera
Tra il 1912 e il 1914 combatté 16 volte senza entusiasmare (8 vittorie, 6 pari, 2 sconfitte).
Quindi, allo scoppio della prima guerra mondiale si arruolò nell'esercito francese dove si comportò con tale valore da meritarsi le massime decorazioni.
Ripresi i guantoni da boxe, conseguì un record impressionante di 43 vittorie (21 KO), 2 pari e una sconfitta ai punti, che lo portò a sfidare il campione del mondo ed europeo del mediomassimi, anch'egli francese: Georges Carpentier, allora al massimo della propria popolarità.
François Deschamps, il manager di Carpentier, organizzò l'incontro allo stadio Buffalo di Montrouge, (Parigi), di fronte ad un pubblico di 40.000 persone. In palio era titolo mondiale dei mediomassimi e quelli europei dei massimi e dei mediomassimi. Pare che Siki si fosse accordato per lasciare strada a Carpentier ma che, subìto un atterramento, per orgoglio si fosse messo a combattere seriamente.
Il match terminò al 6º round con un uppercut di destro del pugile franco-senegalese. L'arbitro squalificò Siki con un pretesto, ma i giudici di bordo ring, temendo la folla che minacciava tumulti, dopo una ventina di minuti misero da parte l'arbitro e lo dichiararono campione.
Deschamps presentò appello alla decisione, che venne però rigettato.
Da lì Siki si imbarcò in una serie di festeggiamenti e gozzoviglie ben pubblicizzati dalla stampa, che lo descriveva scorrazzante per gli Champs-Élysées con un leone addomesticato al guinzaglio, vestito di smoking e cilindro, o che ne illustrava le serate a tracannare champagne nei night club in compagnia di donne bianche.
Alla gloria dell'incontro con Carpentier seguì, in ogni caso, un declino agonistico assurdo, per un pugile di 25 anni.
Sei mesi più tardi, infatti, Battling Siki mise in palio il proprio titolo contro Mike McTigue, in Irlanda, e venne dichiarato sconfitto dopo 20 round di aspro combattimento, anche se con una decisione contestata. Si parlò di arbitraggio casalingo, ma Siki, con ogni probabilità, non si allenava più come una volta.
Poco dopo perse anche il titolo di campione d'Europa e di Francia, per squalifica, contro Émile Morelle.
Vinse ancora due incontri per KO, dopodiché si avventurò negli Stati Uniti, dove sostenne il primo incontro il 20 novembre 1923 al Madison Square Garden di New York con il grande massimo afroamericano Kid Norfolk, da cui fu battuto ai punti in 15 round.
Da lì in poi si batté anche con pugili di levatura insulsa, da cui si fece spesso anche sconfiggere. In due anni perse 17 dei 27 incontri, tra gli ultimi uno nel 1925 con il fuoriclasse Paul Berlenbach, conducendo una vita di dissipazioni che lo portò, oltre che a trascurare gli allenamenti, alla rovina.

## La vita
Battling Siki subì il razzismo della propria epoca: "Dei giornalisti hanno scritto che ho uno stile che arriva dalla giungla, che sono uno scimpanzé a cui è stato insegnato a portare i guantoni. Questi commenti mi feriscono. Ho sempre vissuto in città. Non ho mai visto la giungla."
Gli si rimproverò di amare l'alcool e le donne bianche: ne sposò due, ai tempi un fatto molto mal considerato.

## La fine tragica
I giornali ormai non si interessavano a lui che per le scappatelle.
Il 15 dicembre 1925 venne fermato da un poliziotto che lo vide barcollare nella 42ma Strada, non lontano dal suo appartamento di New York. Siki gli disse che era sulla strada di casa e se ne andò. Più tardi venne ritrovato a terra, faccia in giù, con due proiettili nella schiena sparati da distanza ravvicinata.
La moglie Lilian disse: "Un bravo ragazzo, era solo un pasticcione. Non avrebbe mai fatto del male a una mosca."
Georges Carpentier: "È un peccato che un atleta così magnificamente dotato abbia fatto questa fine.  Il tempo in cui i pugili potevano bere e gozzovigliare senza freni è passato. Spero solo che la fine del povero Siki possa servire da lezione agli aspiranti."
Il Reverendo Adam Clayton Powell, il padre di Adam Clayton Powell, Jr., officiò i suoi funerali, che si svolsero ad Harlem, New York.
Nel 1993 i suoi resti furono riportati nella città natale di Saint-Louis.